# Alalay (plaats)
Alalay (Quechua: Pasurapa) is een plaats in het departement Cochabamba, Bolivia. Het is de hoofdplaats van de gelijknamige gemeente, gelegen in de Mizque provincie.

## Bevolking
| Jaar | Populatie |
| ---- | --------- |
| 1992 | 462       |
| 2001 | 638       |
| 2012 | 324       |